# Шапел д'Оневил
Шапел д'Оневил (фр. Chapelle-d'Aunainville) насеље је и општина у централној Француској у региону Центар (регион), у департману Ер и Лоар која припада префектури Шартр.
По подацима из 2011. године у општини је живело 302 становника, а густина насељености је износила 40,27 становника/km². Општина се простире на површини од 7,5 km². Налази се на средњој надморској висини од 152 метара (максималној 156 m, а минималној 138 m).

## Демографија
| 1962. | 1968. | 1975. | 1982. | 1990. | 1999. | 2011. |
| ----- | ----- | ----- | ----- | ----- | ----- | ----- |
| 118   | 146   | 120   | 144   | 188   | 263   | 302   |

График промене броја становника у току последњих година